# L'ospedale più pazzo del mondo
L'ospedale più pazzo del mondo (Young Doctors in Love) è un film comico del 1982, diretto dal regista Garry Marshall. Il film è una parodia ispirata al genere "ospedaliero/romantico" di varie pellicole cinematografiche e serial televisivi come ad esempio il "Dottor Kildare" e "General Hospital".

## Trama
Al City Hospital di Los Angeles alcuni giovani medici neolaureati stanno svolgendo il loro periodo di praticantato. Impacciati ed inesperti, sotto il controllo generale del primario dottor Joseph Prang, riescono a creare caos e scompiglio ognuno nella sua specializzazione. Tra questi vi sono il giovane dottor Simon August, che aspira a diventare il miglior chirurgo mondiale ma a causa di uno shock infantile scopre di rimanere completamente bloccato ogniqualvolta che si ritrova con un bisturi in mano e la dottoressa Stephanie Brody, divenuta medico per rispetto alla migliore tradizione di famiglia. Nel parapiglia generale, creato tra l'altro anche da un killer professionista che insegue un gangster ricoverato all'interno dell'ospedale, la giovane dottoressa Brody viene colpita da una rara malattia che richiede l'immediato intervento del primario. Il dottor Simon (ormai perdutamente innamorato di
Stephanie) vista l'improvvisa indisponibilità del dottor Prang decide di provare a superare il suo "blocco" per salvarla.

## Produzione
Si tratta della prima pellicola prodotta dalla compagnia di produzione cinematografica "ABC Motion Pictures" divenuta poi famosa per aver prodotto pellicole come Silkwood del 1983.

### Regia
Garry Marshall è al suo primo film da regista. Ai tempi di questa lavorazione vantava già un ricco passato come scrittore di serie comiche televisive.

### Cast
Il cast è composto da attori pressoché sconosciuti al grande pubblico all'epoca della produzione.
- Michael McKean che interpreta il ruolo del dottor Simon August aveva già lavorato nel film 1941 - Allarme a Hollywood del 1979.
- Sean Young nel ruolo della giovane dottoressa Stephanie Brody era apparsa nel film Blade Runner del 1981.
- Dabney Coleman è il primario dottor Joseph Prang in passato aveva rivestito i panni del capo ufficio nel film Dalle 9 alle 5... orario continuato del 1980.
- Harry Dean Stanton interpreta il Dottor Oliver Ludwig l'attore in precedenza aveva partecipato a pellicole come Missouri, Vigilato speciale e Nick mano fredda.

Nel cast è da segnalare anche la presenza di Ted McGinley famoso per la partecipazione alle serie televisive Happy Days e Dynasty, di Héctor Elizondo e di Patrick Macnee.

### Riprese
Le riprese del film sono state effettuate nei pressi di Los Angeles più precisamente al "Rancho Los Amigos" di Downey, al "Park Plaza-Elks Building", al "MacArthur Park"e in una villa nella zona di Hollywood.

## Distribuzione
Il film è stato distribuito nelle sale italiane nel mese di ottobre del 1983.

### Data di uscita
Alcune date di uscita internazionali nel corso degli anni sono state:
- 16 luglio 1982 negli USA (Young Doctors in Love)[4]
- 14 ottobre 1983 in Italia[5]

### Edizioni home video
Una videocassetta VHS con il codice identificativo ABCB 168 è stata distribuita in Italia dalla Ricordi Video.

## Accoglienza

### Incassi
- Si è classificato al 93º posto tra i primi 100 film di maggior incasso della stagione cinematografica italiana 1983-1984.[6]
- Nelle sale statunitensi ha incassato 30,688,860 $.[7]

## Critica
In un articolo intitolato "Si ride in corsia" apparso sul quotidiano Stampa Sera all'epoca della proiezione del film nelle sale cinematografiche si legge: "Indubbiamente si ride, secondo i propri gusti e le proprie attese. L'umorismo demenziale imposto da registi come Landis o mattatori come Belushi vanta una precisa seppure modesta collocazione nel panorama cinematografico degli Anni Ottanta. Hollywood mantiene costantemente un buon livello professionale (musica di Maurice Jarre, fotografia di Don Peterman); di tanto in tanto una sorpresa, magari l'ambigua bellezza di Sean Young reduce da Blade Runner".